# Смородинівка
Смородинівка — напівсуха настоянка з плодів чорної смородини, відома своїми лікувальними властивостями.

## Приготування
Смородинівку виготовляється шляхом заливки стиглих плодів чорної смородини спиртом приблизно 70 % міцністю з додаванням цукру. Деякі рецепти рекомендують додавати корицю, ваніль, гвоздику або мультиквітковий мед.

## Властивості
Настоянка спочатку темно-червона, потім фіолетова. Смородинівка має особливий смак із сильним ароматом чорної смородини. Добре впливає при розладах травлення, верхніх дихальних шляхів і ангіні.